# Trachea deviridata
Trachea deviridata är en fjärilsart som beskrevs av Embrik Strand 1921. Trachea deviridata ingår i släktet Trachea och familjen nattflyn. Inga underarter finns listade i Catalogue of Life.